# Laser scanner 3D
Il laser scanner 3D è uno strumento elettronico che ci fornisce le coordinate spaziali di una nuvola di punti appartenenti all'oggetto del rilievo. Nato per scopi industriali ed applicato in seguito in topografia, è l'ultima novità apparsa nel settore del rilievo architettonico.

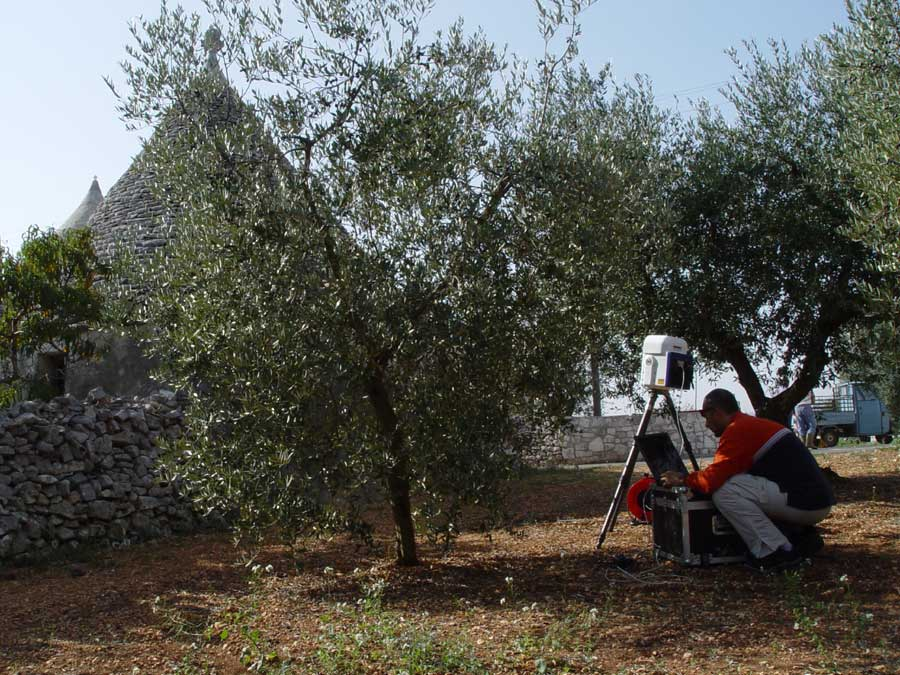
Rilievo di un trullo con il laser scanner 3D

## Principio di funzionamento
Partiamo da una di quelle penne laser, chiamate distanziometri, che, oltre ad emettere un raggio laser, sono in grado di misurare la distanza dal punto intersezione del raggio stesso con una superficie opaca. Con un po' di fantasia ed una minima conoscenza dell'elettronica, immaginiamo di costruire una strumentazione, che chiameremo laser scanner 3D, che può essere comandata  da un computer (cui può essere collegato via cavo o via radio) ed è in grado di :
- essere sistemata su un treppiede, ruotare intorno ad un asse verticale ed autolivellarsi, cioè rendere verticale l'asse di rotazione;
- consentire alla penna laser di ruotare intorno ad un asse orizzontale e misurare l'angolo formato dal raggio laser con il piano orizzontale;
- misurare l'angolo formato dal piano verticale (contenente la penna laser) con un asse orizzontale, preso come riferimento;
- fotografare l'intera zona che può essere colpita dal raggio laser;
- trasmettere  le coordinate polari e la fotografia al computer.

Procediamo alla programmazione del computer, in modo da procedere a:
- in fase di ripresa:
  - registrare la fotografia della zona ripresa e tutte le posizioni assunte dalla penna laser;
  - definire, mediante la selezione di una zona della fotografia registrata, il campo entro cui il raggio laser deve muoversi;
  - ruotare a scatti la penna, nel piano verticale,  di un angolo costante predefinito, in modo da effettuare la scansione verticale entro l'angolo definito dalla selezione sulla fotografia;
  - ruotare lo strumento intorno all'asse verticale con lo stesso metodo scelto per la rotazione intorno all'asse orizzontale;
- in fase di restituzione, cioè di rappresentazione del rilievo:
  - trasformare le coordinate polari in coordinate cartesiane;
  - rappresentare tridimensionalmente i punti, di cui  sono state registrate le coordinate;
  - gestire il modello digitale ottenuto, cioè ruotarlo, intersecarlo con piani ecc.;
  - consentire la fusione di più modelli ottenuti con riprese dello stesso oggetto da diversi punti di vista.

## Pregi
Il laser scanner 3D consente di stare comodamente seduti davanti al computer e, con un semplice click sull'immagine dell'oggetto da rilevare, archiviare le coordinate spaziali dei punti che interessano, per procedere, in tempo reale, alla rappresentazione del rilievo. Se si tien conto, poi,  del possibile collegamento via radio tra lo strumento ed il computer, non si può non ammettere che si tratta di una rivoluzione epocale: si pensi semplicemente alla possibilità di collegare lo studio dell'architetto con il cantiere dove viene sistemato lo strumento! Per chi si è cimentato nel  rilievo diretto sembra un sogno la possibilità di rilevare un manufatto, stando comodamente seduto, al riparo dal sole e dal vento. Dunque tra i vantaggi offerti da questo strumento possiamo comprendere le possibilità di:
- comandare a distanza (con l'ausilio della fotografia) lo strumento, per inquadrare l'oggetto del rilievo;
- scegliere tra la scansione manuale e quella automatica;
- decidere l'angolo di scansione e, quindi, la densità  della nuvola di punti;
- spalmare, sulla nuvola dei punti, l'immagine fotografica acquisita.

Appare superfluo soffermarsi sui tempi di ripresa, molto brevi, e sulla distanza di ripresa che può essere molto grande.

## Difetti
Prima di analizzare i difetti, occorre ricordare che il laser scanner 3D è nato nel settore industriale, dove la precisione costruttiva differisce notevolmente da quella architettonica ed il rilievo, quasi sempre, riguarda oggetti di cui si conoscono già forma e dimensioni. In architettura i problemi del rilievo sono alquanto complessi, infatti:
- anche se è possibile effettuare riprese da più punti di vista, rimane sempre il problema delle ombre fotografiche, in quanto i punti rilevati sono solo quelli visibili da dove è sistemato lo strumento.  Per esempio, con il punto stazione in strada, non potrò rilevare la zona della facciata nascosta dai balconi ecc.;
- nella scansione automatica, in pratica, è come se si proiettasse sull'edificio una rete di cui sono noti i punti nodali. Anche se la maglia scelta è molto piccola,  non è detto che un nodo della rete finisca, per esempio, sul vertice di uno spigolo;
- l'utilizzo della fotografia,  per la scelta dei punti da rilevare, è tutt'altro che affidabile in quanto manca la visione binoculare. Se si tratta, per esempio, di due corpi di fabbrica contigui, ma posti a diversa distanza, in fotografia possono apparire separati da uno spigolo su cui andiamo a fare click, ma il pixel  "centrato" potrebbe appartenere alla facciata arretrata e, sul modello, i due edifici risulterebbero allineati;
- la possibilità di spalmare la fotografia sul modello è valida solo quando la prospettiva del modello stesso coincide con quella fotografica, quindi avremmo senz'altro una fotografia uguale a quella utilizzata (nel migliore dei casi);
- lo strumento non è utilizzabile quando si tratta di soggetti in movimento e non basta dire che gli edifici sono statici, perché, per esempio, il prospetto di un palazzo Veneziano sul Canal Grande può essere ripreso solo da piattaforma galleggiante (quando si parla di moto si fa riferimento sempre a quello relativo).